# 창춘 궤도교통 1호선
창춘 궤도교통 1호선(중국어: 长春轨道交通1号线)은 지린성 창춘시의 지하철 노선중 하나로, 장춘 궤도교통 노선 중 3번째로 개통한 도시철도이다. 콴청구의 베이환 역에서 난관구의 훙쭈이쯔 역에 이르며, 총 18.3km에 14개의 역이 있다. 2011년 4월에 건설을 시작하여, 2017년 6월 30일 정식 개통했다. 환승역으로는 창춘 궤도교통 4호선과 연결된 창춘 역 북역, 창춘 궤도교통 2호선과 연결 예정인 얼퉁 공원 역, 창춘 궤도교통 3호선과 간접으로 연결된 창춘 역과 웨이싱광창 역이 있다.

## 운행 정보
- 편도 운행 소요시간 : 32분
- 첫차 : 훙쭈이쯔 발 - 5:15, 베이환루 발 - 5:50
- 막자 : 훙쭈이쯔 발 - 21:00, 베이환루 발 - 21:30
- 출퇴근 시간대 : 8분 간격, 9량 편성 운용.
- 그 외 시간대 : 10분 간격, 7량 편성 운용.

## 노선 정보
- 노선 길이: 18.14km
- 궤간: 1435mm
- 역 수: 15
- 복선 구간: 전 구간
- 전절화 구간: 전 구간 (직류 1,500 V 가공 전차선)
- 통행 방향: 우측 방향
- 차량 기지: 훙쭈이쯔 차량기지
- 출입구: 51개, 이중 8개 건설 연기.
- 160대의 에스컬레이터, 28대의 엘리베이터, 452대의 개집표기(이중 51대는 장애물이 없는 형태), 159대의 자동 매표기, 64곳의 유인 매표소.
- 인원 1118명, 이중 관리임원 138명, 기관사 140명, 역무원 408명, 차량 정비 보증인 102명, 동력 기계 설비 수리 공사 인력 102명, 차량 안보 인력 290명, 차량 배치 인력 290명 등.

## 연혁
- 2011년 4월 : 1차 구간(베이산환~훙쭈이쯔) 공사 시공. 총 투자액은 161억 위안이다.
- 2011년 9월 : 1차 구간의 판룽루 역 시공. 2012년 6월 전면 시공.
- 2014년 8월말 기준 : 투자 누계가 총 투자의 55%인 88억 7900만 위안에 이르렀다. 전 구간 14개 지표 구간이 이미 전면적으로 건설되었고, 전 구간 15개 역 중 6개 역(베이환청루, 칭펑, 이쾅제, 판룽루 난환청루, 웨이싱광창)의 기본 토목 건설도 완료되었다. 나머지 9개 역은 건설중이고, 실드 공사는 약 10km까지 다다렀다.
- 2016년 8월 11일 : 1차 구간 터널 공사 완료.
- 2016년 9월 15일 : 1차 구간 궤도 공사 완료.
- 2016년 9월 28일 : 1차 구간 전력 공사 완료.
- 2016년 9월 30일 : 1차 구간의 열골 시운전. 창춘역 북역, 창춘역 남, 난부신청(南部新城)을 제외한 역의 내장 공사를 시작. 베이환(北环) 역과 난환(南环) 역은 기본적으로 내장 공사를 마쳤다.[1]
- 2017년 5월 12일 : 초기 운행 모델에 따라 20일간 검사 시행.
- 2017년 5월 25일 : 창춘 역 남광장 역 외부 장식이 완성되지 않은 것을 제외한, 다른 14개의 역 설비가 완공되었다.
- 2017년 6월 30일 : 정식 개통.[2]

## 사용 차량
22대의 6량 편성 B형 지하철 객차를 사용하며 작은 설표(小雪豹)라는 애칭을 가지고 있다.

## 역목록
| 역번호 | 역명         | 역명(간자체) | 영문명                          | 역간 거리 (km) | 누계 거리 (km) | 환승역 | 소재지          |
| ------ | ------------ | ------------ | ------------------------------- | -------------- | -------------- | ------ | --------------- |
| 101    | 베이환청루   | 北环         | North Huancheng Road            |                | 0.00           | 0.00   | 콴청구          |
| 102    | 칭펑루       | 庆丰路       | Qingfeng Road                   |                | 1.19           | 1.19   | 콴청구          |
| 103    | 이쾅제       | 一匡街       | Yikuang Street                  |                | 1.31           | 2.50   | 콴청구          |
| 104    | 창춘 역 북역 | 长春站北     | Changchun Railway Station North | 4              | 1.12           | 3.62   | 콴청구          |
| 105    | 창춘 역      | 长春站       | Changchun Railway Station       | 3              | 0.75           | 4.37   | 콴청구          |
| 106    | 성리 공원    | 胜利公园     | Shengli Park                    |                | 0.93           | 5.30   | 콴청구          |
| 107    | 런민광창     | 人民广场     | Renmin Square                   |                | 1.42           | 6.72   | 차오양구/난관구 |
| 108    | 제팡대로     | 解放大路站   | Jiefang Avenue                  |                | 1.00           | 7.72   | 차오양구/난관구 |
| 109    | 동북사범대학 | 东北师大站   | Northeast Normal University     |                | 1.57           | 9.29   | 차오양구/난관구 |
| 110    | 궁눙광창     | 工农广场     | Gongnong Square                 |                | 1.44           | 10.73  | 차오양구/난관구 |
| 111    | 판룽루       | 繁荣路       | Fanrong Road                    |                | 1.23           | 11.96  | 차오양구/난관구 |
| 112    | 웨이싱광창   | 卫星广场     | Weixing Square                  | 3              | 0.80           | 12.76  | 난관구          |
| 113    | 시청         | 市政府       | Municipal Government            |                | 1.48           | 14.24  | 난관구          |
| 114    | 화칭루       | 华庆路       | Huaqing Road                    |                | 1.09           | 15.33  | 난관구          |
| 115    | 훙쭈이쯔     | 红咀子       | Hongzuizi                       |                | 1.08           | 16.41  | 난관구          |
|        |              |              |                                 |                |                |        |                 |

1. ↑  입체 교차 계획이 완료될 때까지 3호선과의 환승은 운임 지역 밖을 경유해야 한다.
2. ↑  입체 교차 계획이 완료될 때까지 3호선과의 환승은 운임 지역 밖을 경유해야 한다.

## 같이 보기
- 창춘 지하철

틀:창춘 궤도교통 1호선
틀:창춘 궤도교통